# 최흘
최흘(崔屹, 1936년 2월 1일~2018년 2월 20일)은 대한민국의 성우이다. 본관은 동주 최씨이다. 1955년 연극 배우로 활동하다가 1961년에 KBS 4기 공채로 입사하였다. 한국방송 성우극회 소속이었으며, 한국성우협회 자문위원을 지냈다.

## 주요 출연작품

### 애니메이션
- 개구쟁이 스머프 (KBS) - 파파 스머프
- 돌아온 달타냥 (KBS)
- 쾌걸 조로 (SBS) - 해설 / 디에고 아버지

### 애니메이션 영화
- 신밧드의 모험 (KBS) - 잭
- 왕의 수염 (KBS) - 소피 아빠
- 모모 (KBS) - 호라 박사
- 유니크론과 변신로보트 (KBS) - 해설 / 유니크론
- 바비의 호두까기 인형 (SBS) - 클라라 할아버지
- 돌아온 우주보안관 장고 (애니박스) - 셔먼
- 뽀로로 극장판 슈퍼썰매 대모험 (MOVIE) - 방가
- 개구쟁이 스머프 2 (MOVIE) - 파파 스머프 (조나단 윈터스)
- 카 - 닥터 허드슨(폴 뉴먼)
- 카 3: 새로운 도전 - 닥터 허드슨(폴 뉴먼)
- 인크레더블 - 디커
- 로봇 - 빅 웰드 사장

### 외화
- 6백만 달러의 사나이 (동양방송/KBS) - 골드먼 국장(리처드 앤더슨)
- 영웅 이아손과 아르고호의 모험 (KBS) - 이다스
- 니벨룽겐의 반지 (KBS) - 아이빈트(막스 폰 시도우)
- 스필버그의 어메이징 스토리 (KBS) - 산타 할아버지 (더글러스 실)

### 영화
- 반지의 제왕: 반지 원정대 (KBS) - 간달프 (이언 매켈런)
- 파르나서스 박사의 상상극장 (KBS) - 파르나서스 박사 (크리스토퍼 플러머)
- 사운드 오브 뮤직 (KBS) - 트랩 대령 (크리스토퍼 플러머)
- 와일드 번치 (KBS) - 파이크 (윌리엄 홀든)
- 뷰티풀 마인드 (KBS) - 로젠 박사 (크리스토퍼 플러머)
- 미션 (SBS) - 추기경(레이 맥엔올리)
- 샤인 (KBS) - 파크스 교수 (존 길구드)
- 대부 (KBS) - 월츠(존 마리)
- 대부 2 (KBS) - 로스 (리 스트라스버그)
- 에블린 (KBS) - 린치 판사(돈 폴리)
- 신과 함께 가라 (KBS) - 원장 신부
- 쇼생크 탈출 (SBS, KBS) - 노튼 감옥소장 (밥 건턴)(SBS), 브룩스 영감 (제임스 휘트모어)(KBS)
- 바이 바이 러브 (KBS) - 월터 (에드 플랜더스)
- 브라더스 (KBS) - 헤닝 (벤트 메이딩)
- 피크닉 (KBS) - 하워드
- 마이티 덕 2 (KBS) - 할아버지
- 제너럴 (KBS) - 판사
- 오리엔트 특급 살인 (97년 더빙판/KBS) - 비앙키(마틴 발삼)
- 데스 워시 4 (SBS) - 화이트 (존 P. 라디언)
- 못말리는 서스펙트 (KBS) - 루거
- 컨페션 (KBS) - 골드버그
- 코렐리의 만돌린 (KBS) - 야니스 (존 허트)
- 죽음의 씨앗 (KBS) - 허브 데깡베르 (미셸 셰로)
- 해리포터와 불의 잔 (SBS) - 코넬리우스 퍼지 (로버트 하디)
- 해리포터와 아즈카반의 죄수 (SBS) - 코넬리우스 퍼지 (로버트 하디)
- 마이클 클레이튼 (KBS) - 마티 바크 (시드니 폴락)
- 화성아이, 지구아빠 (KBS) - 의사 (하워드 헤스맨)
- 비커밍 제인 (KBS) - 판사
- 10 (KBS) - 휴 (로버트 웨버)
- 불의 전차 (KBS) - 트리니티 학장(존 길구드)
- 야마카시 (KBS) - 의사(제랄드 모랄레스)
- 타이타닉 (KBS) - 에드워드 존 스미스 선장 (버나드 힐)
- 의문의 실종 (KBS) - 에드 호만 (잭 레몬)
- 올리브 나무 사이로 (SBS) - 영화감독 (모하메드 케시비레즈)
- 타워링 (KBS) - 제임스 던컨 (윌리엄 홀든)
- 로마의 휴일 (97년 더빙판/KBS) - 브래들리의 신문사 국장(하틀리 파워) / 의사(하인즈 하인릭)
- 내 남자친구의 결혼식 (KBS) - 키미의 아빠(필립 보스코)
- 길버트 그레이프(KBS) - 슈퍼마켓 주인(팀 그린)
- 폭로(KBS) - 밥(도널드 서덜랜드)
- 아빠수업 (KBS)
- 카사블랑카 (KBS)
- 더티 해리 4 - 써든 임팩트 (KBS)
- 폴 뉴먼의 평결 (KBS)
- 스키아카데미 (SBS)
- 늑대의 후예들 (KBS) - 사르디 신부(장 프랑소와 스테베닌)
- 쿼바디스 (SBS)
- 보디가드 (KBS)
- 언더시즈 (KBS) - 장군(앤디 로마노)
- 프리 머니 (KBS)
- 트루 라이즈 (KBS) - 스펜서 트릴비 국장(찰턴 헤스턴)
- 삼사라 (KBS)
- 오르페브르 36번가 (KBS) - 로베르(앙드레 뒤솔리에)
- 아마겟돈 (KBS) - 대통령(스탠리 앤더슨) / 내레이션(찰톤 헤스톤)
- 최종 분석 (SBS)
- 음식남녀 (KBS) - 사장(왕각)
- 12명의 배심원 (KBS) - 배심원(미카일 에프레모프)
- 일급 살인 (KBS)
- JFK (KBS) - 린든 B. 존슨(톰 하워드) / 재판장(존 피네건)
- 하몬드 가의 비밀 (KBS)
- 아이가 커졌어요 (KBS)
- 아마데우스 (KBS) - 레오폴트(로이 도트리스)
- 콰이강의 다리 (KBS) - 그린(안드레 모렐)
- 메이저 리그 2 (SBS)
- 가타카 (KBS)
- 사랑과 미움의 교차로 (KBS)
- 마녀의 산 (KBS)
- 쌍둥이 대소동 (KBS)
- 태양의 제국 (KBS)
- 검은 고양이 흰 고양이 (KBS) - 그르가
- 머더 1600 (KBS) - 대통령 (로니 콕스)
- 마농의 샘 (KBS)
- 프리즌(영어판) (KBS) - 스컬리 (더크 스펜서)
- 고공 침투 (SBS)
- 뉴튼 보이즈 (KBS) - 슈메이커(루크 아스쿠)
- 경천 12시 (KBS) - 다까라마(나수기)
- 왕자와 거지 (KBS) - 노퍽(렉스 해리슨)
- 사랑의 마라톤 300마일(KBS) - 매킨타이어(피터 그레이브스)
- 가위손(KBS) - 빌(앨런 아킨)
- 007 골드핑거(KBS) - 스미서스(리차드 버논)
- 거장의 장례식(KBS) - 타일러(도널드 서덜랜드)
- 누구를 위하여 종은 울리나(KBS) - 괼츠(레오 불가코프)
- 당산대형(SBS) - 사장(한영걸)
- 배트맨 포에버(KBS) - 프랭크(에드 베글리 주니어)
- 데몰리션 맨 (SBS) - 레이몬드(나이절 호손)
- 야성의 킬리만자로 (KBS) - 애덤슨(로버트 테일러)
- 올리버 트위스트 (KBS) - 페긴(알렉 기네스)
- 데이라이트 (KBS) - 노먼(배리 뉴먼)
- 토탈 리콜 (SBS)

### 라디오 드라마
라디오 독서실 (KBS 제2라디오)
- 2005.01.09 반수연 <메모리얼 가든> (박노인)
- 2005.04.10 한승원 <태양의 집> (안기철)

KBS 무대 (KBS 한민족방송)
- 1999.12.12 축제를 위하여 (장목사)
- 2000.10.29 왕따를 위한 동화 (의사)
- 2001.06.17 메시아의 왕국 (피고인)
- 2001.11.25 개를 위한 파반느 (노인)
- 2003.03.02 당신은 누구시길래 (김장수)
- 2004.03.21 내 나이 서른 아홉 (현수 부)
- 2004.08.15 먼길 (할아버지)
- 2004.11.14 창명비조도 (노인)
- 2006.12.23 그 하늘, 그강가에 서 (박영호)
- 2007.03.10 지구 종말의 날 (윤노인)
- 2007.04.28 삼거리 주막 집 (영감 1)
- 2007.07.14 장애물 달리기 (친정부친)
- 2007.11.03 황강리(黃岡里)의 버들이 (나)
- 2008.01.05 실록(實錄), 서사대전 (鼠蛇對戰) (신중 쥐)
- 2008.04.19 떠나가는 배 (두식)
- 2008.07.05 오늘의 추천 영화 (노인)
- 2008.08.23 뜬구름 이발관 (박노인)
- 2008.12.06 투명인간 (노인)
- 2010.01.09 바다로 간 열차 (할아버지)
- 2010.07.10 빈 가지 위에 눈꽃이 피다 (황씨)
- 2012.11.24 무진으로 가는 길 (장인)
- 2014.01.04 레모네이드 (이노인)
- 2014.07.12 피아노 (권장수)

판타지 특급 (KBS 2라디오)
- 2001.04.09 ~ 2001.06.30 <드래곤 라자> (하이프리스트)

### 다큐멘터리 (내레이션)
- 한국의 호랑이 (MBC)[2]

### 드라마 (배우 출연작)
- 새벽 (KBS) - 조소앙 역